# بی‌ام‌دبلیو آر۱۲۰۰سی
بی‌ام‌دبلیو آر۱۲۰۰سی (به انگلیسی: BMW R1200C) یک موتورسیکلت گشت‌زن (cruiser motorcycle) بود که توسط ب‌ام‌و موتوراد از سال ۱۹۹۷ تا ۲۰۰۴ تولید می‌شد. از مدل بی‌ام‌دبلیو آر۱۲۰۰سی، ۴۰۲۱۸ دستگاه، از جمله نسخه موتور کوچکتر R850C (تولید: سال ۱۹۹۷ تا ۲۰۰۰)، ساخته شد.
بی‌ام‌دبلیو آر۱۲۰۰سی تلاش بی ام و برای ورود به بازار موتورسیکلت گشت‌زن سبک آمریکایی بود. R1200C توسط طراح ارشد BMW، دیوید راب، با حالت سواری گشت‌زن طراحی گردید. موتورسیکلت گشت‌زن از همان ابتدا دارای یک صندلی سرنشین بود که می‌توانست تا شود و به پشتی راننده با سه زاویه مختلف تبدیل شود که هنگام سواری قابل تنظیم بود.
بی ام و اولین بار موتورسیکلت گشت‌زن را با قرار دادن تبلیغاتی پیشرفته موتور سیکلت در فیلم جیمز باند فردا هرگز نمی می‌میرد عرضه کرد. موتورسیکلت گشت‌زن یکی از چهار موتورسیکلت بی ام دبلیو در نمایشگاه هنر موتورسیکلت در موزه گوگنهایم در شهر نیویورک در سال ۱۹۹۸ بود.